# Min Hyo-rin
Min Hyo-rin (민효린?, Min Hyo-rinLR, Min Hyo-rinMR), pseudonimo di Jung Eun-ran (Daegu, 5 febbraio 1986), è un'attrice, cantante e modella sudcoreana.

## Vita privata
Nel 2013 inizia a frequentare il cantante Taeyang, membro del gruppo musicale Big Bang. Nel dicembre 2017 le rispettive agenzie annunciano il fidanzamento della coppia. Il 3 febbraio 2018 si sposano in una cerimonia privata.

## Discografia

### EP
- 2007 – RinZ: Min-Hyo-rin First Album
- 2008 – Touch Me

## Filmografia

### Cinema
- Yujusidae (우유시대?) – cortometraggio (2010)
- Sunny (써니?, SseoniLR), regia di Kang Hyeong-cheol (2011)
- Baramgwa hamkke sarajida (바람과 함께 사라지다?), regia di Kim Joo-ho (2012)
- 5baekmanbur-ui sana-i (5백만불의 사나이?), regia di Kim Ik-ro (2012)
- Seumul (스물?), regia di Lee Byeong-heon (2015)

### Televisione
- Triple (트리플?, TeuripeulLR) – serial TV (2009)
- Dr. Champ (닥터챔프?, Dakteo ChaempeuLR) – serial TV (2010)
- Romance Town (로맨스 타운?, Romaenseu Ta-unLR) – serial TV (2011)
- Chiljeonpalgi Gu Hae-ra (칠전팔기 구해라?) – serial TV (2015)
- Gae-inju-uija Ji-yeong-ssi (개인주의자 지영씨?) – serial TV (2017)